# Guta Gonçalves
Maria Augusta Gonçalves de Jesus Raposo (Niterói, 13 de Setembro de 1993) é uma atriz e cantora brasileira.

## Carreira

### Novelas
- 2004/2005 - Como uma Onda - Gigi (Maria Eugênia Paiva)
- 2009/2010 - Cama de Gato - Débora de Lucca Rodrigues

### Participações
- 2000 - Laços de Família
- 2005 - Sítio do Pica-Pau Amarelo
- 2005 - Floribella

### Indicações
| Ano  | Nome do prêmio     | Categoria                                                                              | Resultado |
| ---- | ------------------ | -------------------------------------------------------------------------------------- | --------- |
| 2010 | 12º Prêmio Contigo | Melhor Atriz Revelação da Televisão em 2009 - pela participação na novela Cama de Gato | Indicada  |
| 2005 | 7º Prêmio Contigo  | Melhor Atriz Infantil da Televisão em 2004 - pela participação na novela Como uma Onda | Indicada  |